# Blizzard (meteorologia)

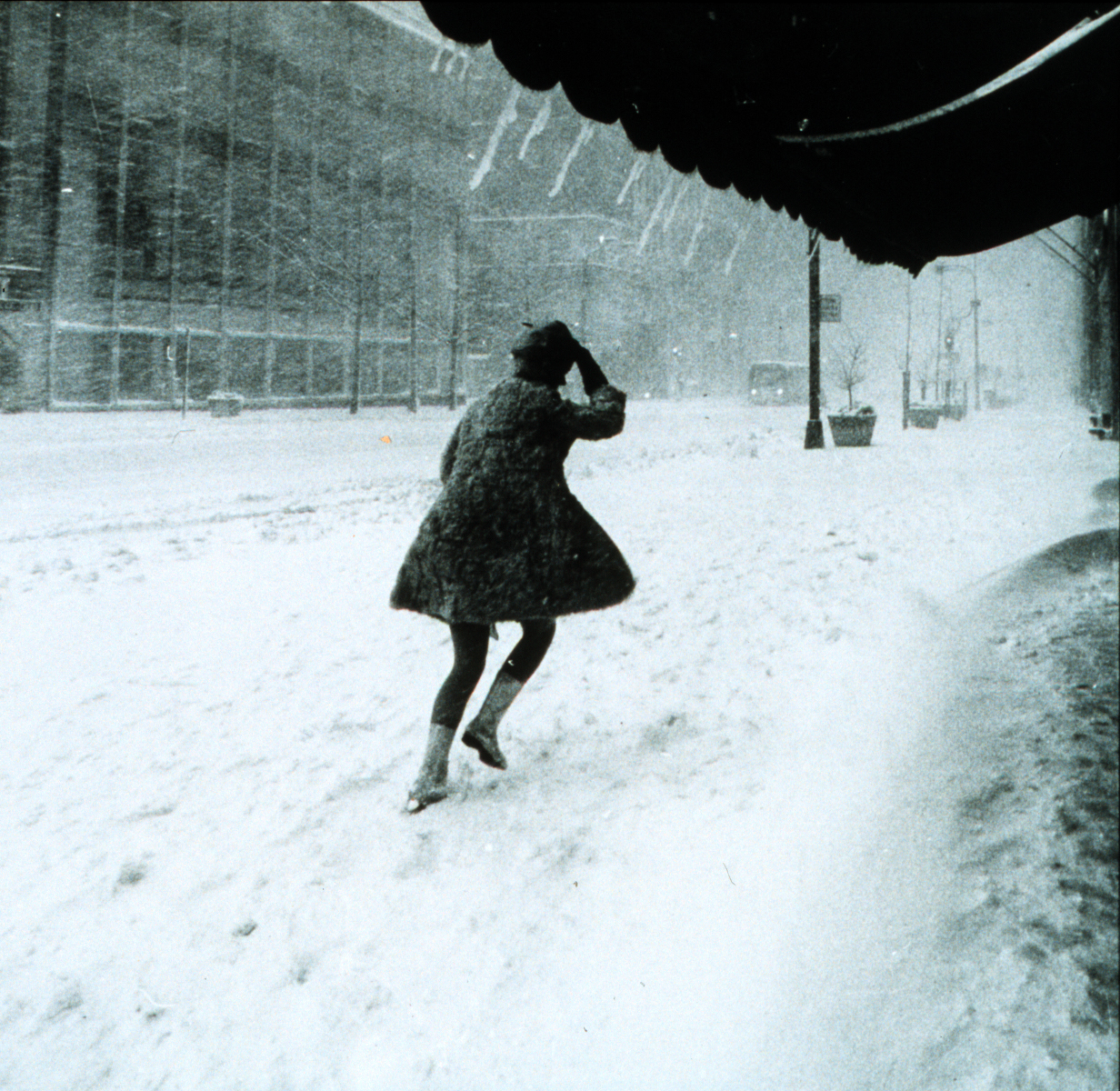
Blizzard a Manhattan, New York.

In meteorologia, il prestito inglese blizzard è un vento polare che per estensione viene usato per riferirsi ad una tempesta di neve con raffiche di vento molto forti e conseguente bassa visibilità. La distinzione fra un blizzard e una comune tempesta di neve è convenzionale, e non univoca.

## Descrizione
Per il Servizio meteorologico canadese, per esempio, una tempesta di neve si classifica come blizzard se presenta le seguenti caratteristiche:
- visibilità inferiore al chilometro;
- venti sopra i 40 km/h;
- temperatura percepita a causa del vento (windchill, che è diversa dalla temperatura dell'aria registrata dai termometri) inferiore a −25 °C, poiché quando il vento spira ad una certa velocità influisce sulla sensazione di freddo che il corpo umano percepisce, in quanto porta via il calore che il corpo stesso produce, e lo raffredda più rapidamente;
- durata di almeno 4 ore.

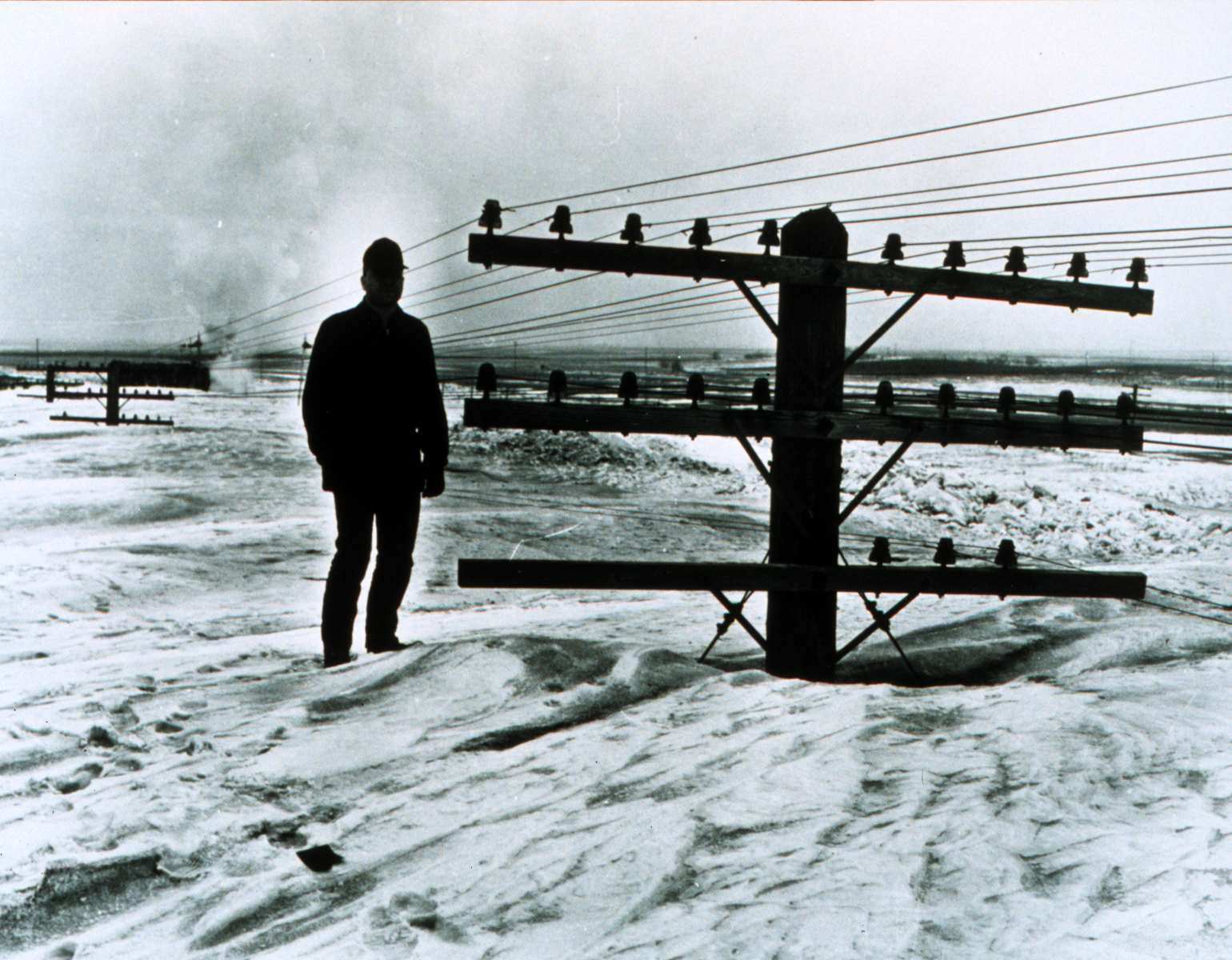
Conseguenze di un blizzard a Jamestown, Dakota del Nord.

Forti tempeste di neve di questo genere sono relativamente frequenti in Russia, in modo particolare in Siberia, nel nord degli Stati Uniti d'America e più frequentemente in Canada. Nell'Europa centrale e occidentale non sono presenti fenomeni di tale intensità, anche se un fenomeno simile può verificarsi nel Nord Europa, soprattutto nei Paesi scandinavi e nel Regno Unito, dove però sono meno frequenti a causa dell'Oceano Atlantico che influenza il clima dell'isola; infatti, in Gran Bretagna i parametri che definiscono un blizzard sono più severi. L'Ufficio meteorologico britannico considera blizzard un fenomeno con le seguenti caratteristiche:
- nevicate moderate o forti;
- velocità del vento minimo di 48 km/h;
- visibilità inferiore ai 200 metri.

## Procedure d'emergenza
Secondo la Protezione civile canadese, queste sono le regole da seguire se viene emesso un allarme blizzard:
- conservare una buona scorta di combustibile da riscaldamento e di cibo. Se si viene avvisati del pericolo blizzard in tempo utile, fare scorta di benzina o gasolio e cibo. Includere cibi che non hanno bisogno di essere cotti in caso vi sia mancanza di energia.
- Assicurarsi che gli animali siano protetti, fornendo loro abbondanza di cibo e acqua prima che la tempesta raggiunga il pieno vigore.
- Non rimanere all'aperto e non uscire se si è al riparo, si può facilmente perdere l'orientamento con la neve che acceca a causa della forza del vento e della scarsa visibilità. Se si deve uscire per cause di forza maggiore, assicurare il capo di una corda alla casa e l'altro attorno alla vita per ritrovare la via di ritorno. Se si raggiunge un'altra casa, legare fermamente la corda a quest'ultima.
- Attendere la fine del blizzard al riparo. Queste tempeste possono durare anche giorni.
- Prepararsi in caso di mancanza di energia elettrica, controllando le pile delle apparecchiature a batteria come torce e radio portatili prima che la tempesta colpisca.
- Fare attenzione al rischio d'incendio dovuto a stufe surriscaldate, caminetti, caldaie.
- Usare la massima attenzione nelle operazioni di spalatura dopo la tormenta. È un lavoro estremamente faticoso e duro specialmente per chi non è in perfette condizioni fisiche e può portare addirittura ad attacchi cardiaci.
- Conservare una giusta dose di medicinali nel caso qualcuno si senta male durante la tempesta, e soprattutto se si soffre di una qualche patologia.

## In Italia
Negli Appennini, un vento impetuoso accompagnato da neve minuta (nevischio) è detto fogno.